# Ceca Svet special (revija)
Ceca special je bila posebna izdaja srbske revije Svet, ki je bila objavljena 24. maja leta 2004 s strani založbene hiše Miligram Music.
Revija je bila v celoti posvečena življenju in karieri srbske pevke narodno-zabavne glasbe, Svetlane Ražnatović - Cece. 
To je obenem tudi tretja revija posvečena Ceci.
K reviji je bil priložen tudi Cecin (takrat aktualni) album Gore od ljubavi. 

## Vsebina
Revija ima 52 strani in vsebuje naslednja poglavja:
| Stran   | Poglavje                  | Naziv poglavja                                                                         |
| ------- | ------------------------- | -------------------------------------------------------------------------------------- |
| 2 - 3   | Nagovor                   | Ceca - priča o nama (zgodba o vseh nas)                                                |
| 6 - 7   | Pisec Momo Kapor o Ceci   | Ceca - neko, ko se voli (nekdo, ki ga imaš rad)                                        |
| 8 - 13  | Cecin intervju            | Ljubav se dešava (ljubezen se zgodi)                                                   |
| 14 - 15 | Kolege o Ceci             | Slavuj koji miluje pesmom (slavček, ki vas boža z glasom)                              |
| 18 - 19 | Isidora o Ceci            | 30 razloga, zašto mi je Ceca prijateljica (30 razlogov, zakaj sva s Ceco prijateljici) |
| 20 - 21 | Cecin horoskop            | Lavlje srce (levje srce)                                                               |
| 23 - 24 | Milijev intervju          | Gore od ljubavi za nov začetek                                                         |
| 25 - 28 | Ceca na Marakani          | Noć pobednika (noč zmagovalcev)                                                        |
| 29 - 31 | Intervju Marina Tucaković | (sestre brez dlake na jeziku)                                                          |
| 32 - 33 | Posterji                  | Cecini posteri (Cecini posterji)                                                       |
| 34 - 35 | Kolege o Ceci             | Njena zvezda će još dugo sijati (njena zvezda bo še dolgo sijala)                      |
| 38 - 39 | Tuji mediji o Ceci        | (če je ne bi bilo, bi si jo morali izmisliti)                                          |
| 40 - 45 | Besedila                  | Tekstovi novih pesama (vsa nova besedila)                                              |
| 49 - 50 | Ceca v studiu             | (Ceca snema nov album)                                                                 |

## Ostale informacije
Posebna izdaja revije je bila objavljena istočasno z objavo (takrat novega) Cecinega albuma Gore od ljubavi. Revija se je prodajala v Srbiji, Črni gori in Bosni in Hercegovini. V Sloveniji se je prodajala posebna revija Ceca special v slovenskem jeziku.

## Naklada
Prva naklada revije je štela 100.000 izvodov.